# シェイズの反乱

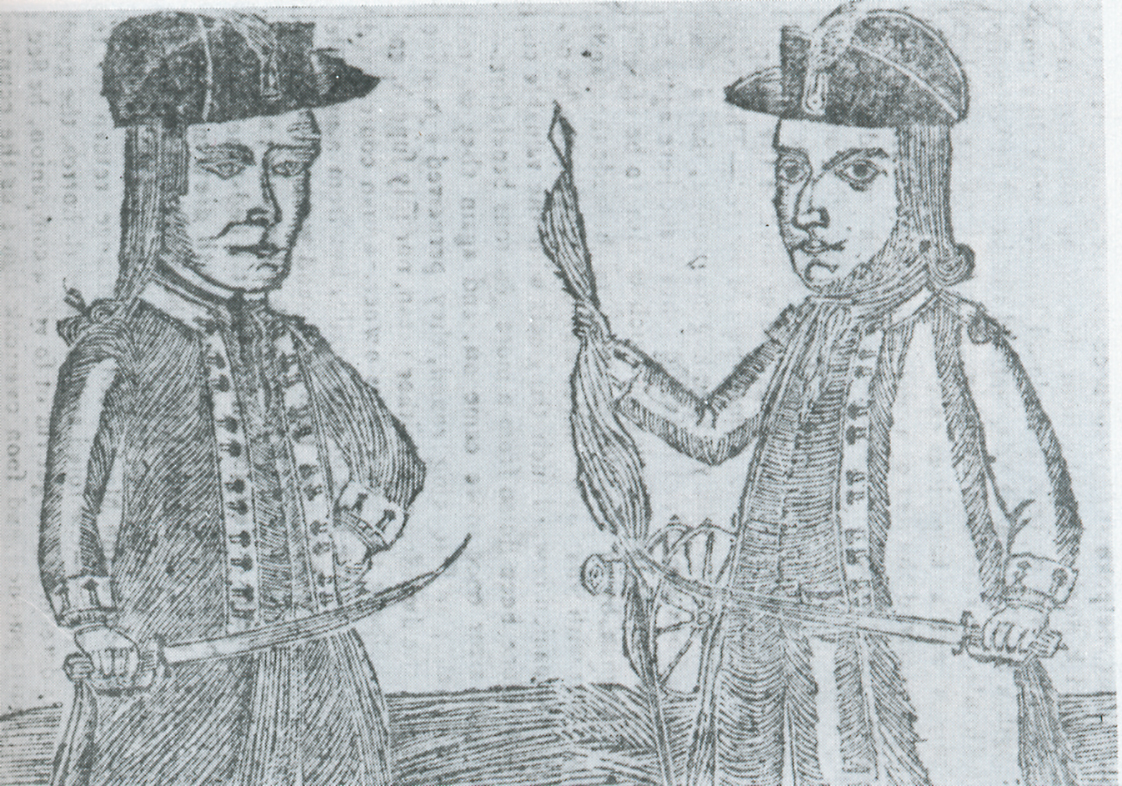
シェイズの反乱に関するおそらく最も有名な絵。ダニエル・シェイズ（左）とジョブ・シャタック。1787年のボストン・アルマナックの版画

シェイズの反乱（シェイズのはんらん、英: Shays' Rebellion）は1786年から1787年にマサチューセッツ州中部と西部（主にスプリングフィールド）で起こった武装蜂起である。この反乱はアメリカ独立戦争の退役兵ダニエル・シェイズが率いたのでその名を冠し、反乱軍は「シェイサイツ」あるいは「レギュレーターズ」（世直し屋）と呼ばれた。シェイズの同国人の大半は貧しい農民であり、生活を破壊すると考えた負債や税金に怒っていた。そのような負債の返済に失敗すると債務者刑務所に収監されたり、郡によって資産を没収されたりすることが多かった。
彼らは紙幣の発行と低率の税金を通じて負債の軽減を求め、マサチューセッツ西部の裁判所を強制閉鎖することで、裁判所が負債を負った農夫から資産を没収するのを妨げようとした。シェイズの反乱の参加者達はアメリカ独立の精神で行動していると考えており、1760年代や1770年代に「自由のポール」や「自由の木」をその同調者の象徴に用いた群衆行動にその戦術を倣った。
反乱は1786年8月29日に始まり、1787年1月までに1,000人以上のシェイサイツが逮捕された。私的軍隊として立ち上げられた民兵隊が1787年2月3日にシェイサイツ軍主力によるスプリングフィールド武器庫に対する攻撃を破った。この蜂起に対する制度的対応に欠陥があり、連合規約の再評価の声を活気付けることになって、1787年5月17日に始まったフィラデルフィア憲法制定会議に強い推進力を与えることになった。シェイズの反乱はアメリカ独立の民主主義的勢いが「抑えが効かなくなる」ようになる恐れを生んだ。

## ダニエル・シェイズ
ダニエル・シェイズはアメリカ独立戦争が起こったときマサチューセッツの貧しい農家の働き手だった。大陸軍に加わって、レキシントン・コンコードの戦い、バンカーヒルの戦いおよびサラトガの戦いに参戦し、戦闘中に負傷した。1780年、大陸軍を無給のまま除隊し、故郷に帰ると負債を払っていなかったために裁判所に訴えられていた。シェイズはまもなく負債を払えないのが自分だけではないのが分かり、負債を払えないために病気で寝ていた女性がそのベッドを取り上げられる場面にも遭遇した。

## 金融危機の拡大
反乱に繋がっていった金融状況には、特にヨーロッパの戦争投資家が金と銀による返済を求めたという問題があった。マサチューセッツを含む国内には十分な正金（金銀）がなく負債が払えなかった。また国全体で富裕な都会の事業家が田舎の小自作農から取れるだけのものを取り上げようとしていた。小自作農は債権者が要求する金を持ってはおらず、その家屋を含めて何もかも没収された。
不当な扱いをされた大衆、農夫、耕作人が集められた集会では、事態を次のように要約した。
ボストンのマサチューセッツ邦議会に嘆願することが決められた。
大陸軍の退役兵も徴兵されていたために不当な扱いをされており、その生活のために負債を返すとすれば無給で戦う必要があり、また除隊時に債務者刑務所に収容されることを含めまともな扱いをうけていなかったために、隣人である囲い込まれた農夫を押収を止めさせるための分隊や中隊に編成することを始めた。ウェストスプリングフィールドの退役兵ルーク・デイはマサチューセッツ邦議会が招集されるまで、押収のための審問を延期するよう判事に求めた。マサチューセッツ邦全体で、新しく編成された農夫や退役兵が裁判所の敷居で民兵隊と向かい合った。しかし、農夫や退役兵が民兵であることもあり、民兵隊の大半は退役兵や農夫の側に味方することが多かった。
ボストンの特権階級層はこの反抗に屈辱を感じた。マサチューセッツ邦知事のジェイムズ・ボーディンは「侮辱された政府の権威を守る」よう議会に指示した。サミュエル・アダムズは外国人（イギリスのスパイ）が大衆の間に反逆を扇動していると主張し、騒擾取締令の起草を助け、また人身保護令を停止する決議案を書いた。アダムズは新しい法の違いを提案した。共和国における反乱は専制政治の下でのものとは異なり、処刑をもって罰すべしと。
シェイズに革命者としての立場を採らせたものは、9月19日にマサチューセッツ邦最高裁判所が反乱の指導者11人を「乱暴で、暴動を起こし、治安妨害を行う者」として告発したことだった。この告発で激怒したシェイズは、戦争の退役兵が大半の武装農夫700人を率いてスプリングフィールドに向かった。彼らが進むにつれてその隊列が増えて行き、民兵隊のある者も田園部からの増援と共に加わった。判事達はまず1日審問を延期し、続いて法廷を休会にした。この時点で、ボストンで開催されていた議会はジェイムズ・ボーディン知事から「侮辱された政府の権威を守る」よう告げられた。サミュエル・アダムズは、当局が裁判なしで人々を投獄することを認める為に騒擾取締令の起草を助け、また人身保護令を一時的に停止する決議案を起草させた。議会は気が動転している農夫達に幾らかの譲歩案を作る動議も行い、特定の古い税金は金の代わりに物品でも払えるようにすべきと言った。しかし、このことは農夫と民兵隊との対立を増長する結果になっただけだった。

## 反乱とその終息

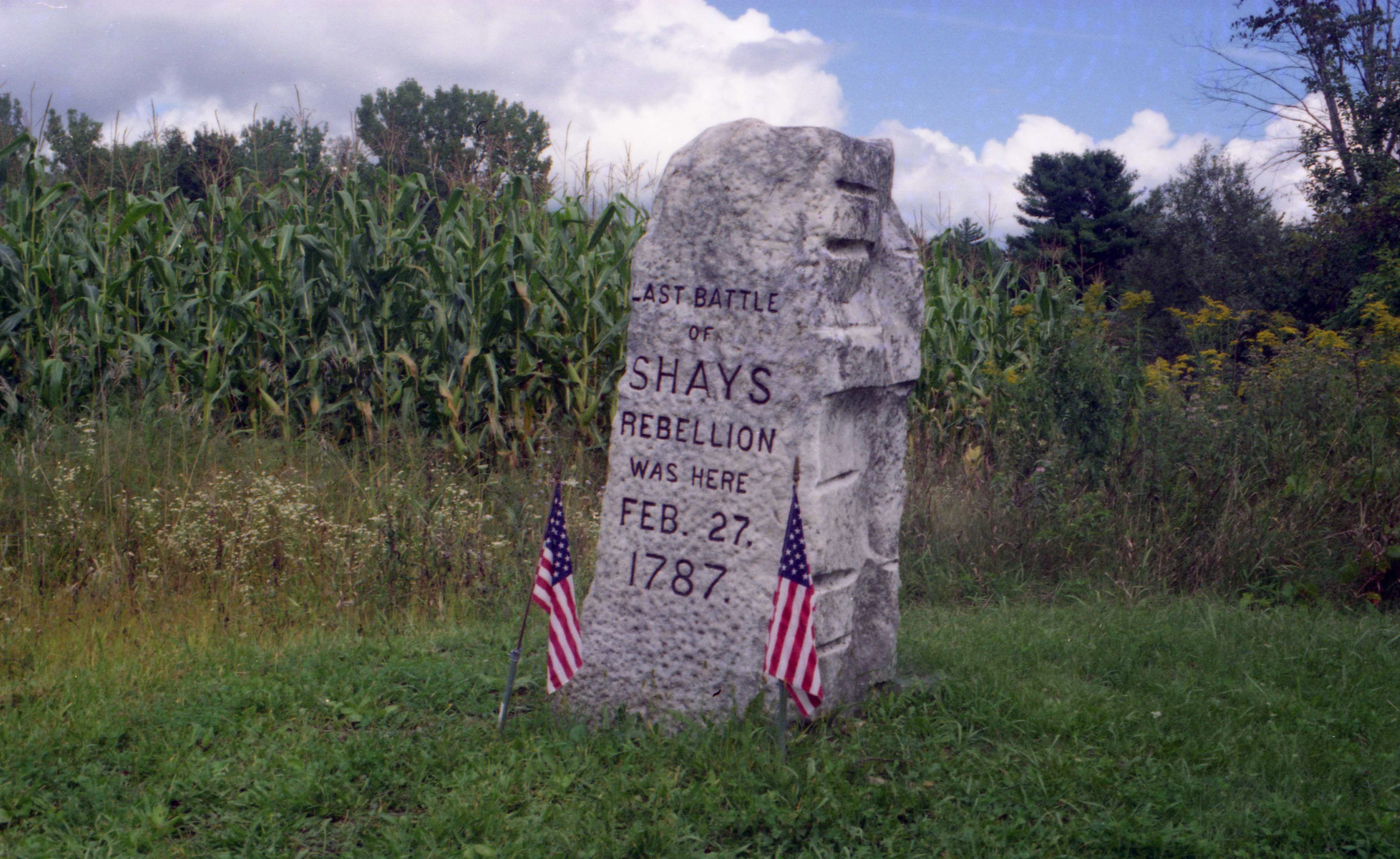
この記念碑はシェイズの反乱の最後の戦闘があった場所に立つ。マサチューセッツ州西部のサウスエグレモント近く

何年にもわたって「その場限りの」大衆集会が税と負債の軽減についてマサチューセッツ議会に請願を送り続け、抗議者達が判事による負債のかたの強制収用を妨げるために地元の裁判所を閉鎖した後で、行動が起こされた。マサチューセッツ邦知事のジェイムズ・ボーディンは農夫達の側に同情を寄せず、独立戦争時の将軍ベンジャミン・リンカーンが指揮する軍隊を派遣した。ボストンの商人達はこの軍隊に資金を寄付した。ボーディンはリンカーンのボストン民兵隊大部隊とさらにはウィリアム・シェパード将軍の民兵隊900名にスプリングフィールドの裁判所を守り、より多くの資産を押収できるようにした。反乱軍は1787年1月に1,000人以上が逮捕されて四散した。ボーディンは、法律の規制に従わなければアメリカが「無政府、混乱および隷属の状態」に成り下がると宣言した。
ペラム(en)のダニエル・シェイズは、リンカーンの下にあるボストンとスプリングフィールドの民兵隊4,000名が到着する前の1787年1月25日にデイがスプリングフィールド武器庫から武器を確保する提案を送った。デイが送った1月26日までには部隊の準備ができないという返事はシェイズに届かなかった。シェイズは援軍が来ないことを知らないまま武器庫に接近した。
シェパード将軍の兵士達は無給で食糧や適切な武器も無かった。シェパードはスプリングフィールド武器庫に収められている武器の使用許可を求めたが、陸軍長官ヘンリー・ノックスはそれが連邦議会に承認を得る必要のある事項であり、議会は休会中であることを理由にその要請を拒否した。シェパードの部隊はシェイズより先に武器庫に到着し、ノックスの返事を無視して、そこに蓄えられていた武器を徴発した。
シェイズとその部隊が武器庫に近づいた時、既にシェパードの民兵隊が待ち構えているのが分かった。シェパードは威嚇射撃を命じ、そこにあった2門の大砲が直接シェイズの部隊に発砲された。シェイズの部隊のうち4人が殺され、20人が負傷した。双方からマスケット銃の発砲は無かった。反乱者達はその隣人や仲間の退役兵が自分達に向かって発砲してくるとは思っても見なかったので、「殺人だ！」と叫んで北に逃げ出した。川の反対側ではデイの部隊も北に逃亡した。民兵隊は2月4日にピーターシャム(en)で反乱者の多くを捕まえた。3月までに武装した反抗は起こらなくなった。
シェパードはその上官に、許可無く武器庫を使わせたことと、武装紛争が終わった後では良い状態で武器を戻したことを報告した。
反乱者の中のある者は罰金刑、禁固刑さらには死刑を宣告されたが、1788年に全体の恩赦が認められた。告発された者達の大半は仮釈放されるか、死刑が減刑されたが、ジョン・ブライとチャールズ・ローズの2人だけは1787年12月8日に絞首刑に処された。シェイズ自身は1788年に仮釈放され、マサチューセッツに戻って1825年に貧しく無名のまま死んだ。

## その後の経過
当時駐フランス大使だったトーマス・ジェファーソンはシェイズの反乱を警鐘とすることを拒んだ。友人に宛てた手紙の中で、「ここかしこの小さな反乱は良いことである。自由の木は時間の経過と共に愛国者と暴君の血によって新しくされなければならない」と書いた。
しかし、最終的にこの蜂起は1780年代におこった一連の出来事の頂点となり、均一な経済政策を生み出し、資産所有者が地方政府によって権利を侵害されることから守ることのできるよう、国の政府は強力である必要があるとアメリカの強力な集団を確信させた。シェイズの反乱は、個人がその資産所有権をしっかりと享受するような個人的自由が、大衆の手にある公的自由、抑制の無い力によって脅されるかもしれないという怖れを無くすことになった。ジェームズ・マディソンはこの概念について、「自由は自由の悪用によって、また権力の悪用によって危険に曝される可能性がある」と述べた。